# 4217 Engelhardt
Engelhardt (asteróide 4217) é um asteróide da cintura principal com um diâmetro de 9,2 quilómetros, a 1,8215202 UA. Possui uma excentricidade de 0,2127812 e um período orbital de 1 285,58 dias (3,52 anos).
Engelhardt tem uma velocidade orbital média de 19,58048699 km/s e uma inclinação de 23,15507º.
Este asteróide foi descoberto em 24 de Janeiro de 1988 por Carolyn Shoemaker.